# Шпајхер (Ајфел)
Шпајхер (њем. Speicher) општина је у њемачкој савезној држави Рајна-Палатинат. Једно је од 235 општинских средишта округа Ајфелкрајс Битбург-Прим. Према процјени из 2010. у општини је живјело 3.108 становника. Посједује регионалну шифру (AGS) 7232123.

## Географски и демографски подаци
Шпајхер се налази у савезној држави Рајна-Палатинат у округу Ајфелкрајс Битбург-Прим. Општина се налази на надморској висини од 330 метара. Површина општине износи 15,4 km². У самом мјесту је, према процјени из 2010. године, живјело 3.108 становника. Просјечна густина становништва износи 202 становника/km².